# Pedro de Apameia
Pedro (em latim: Petrus) foi um bispo de Apameia, na Síria Secunda, ca. 510 sob o imperador Anastácio I (r. 491–527).

## Vida

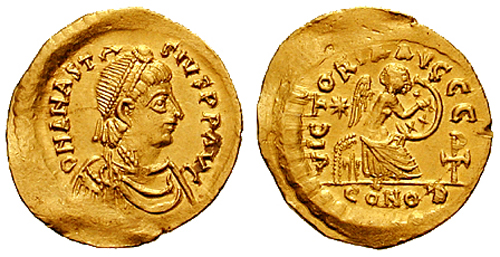
Semisse de r.

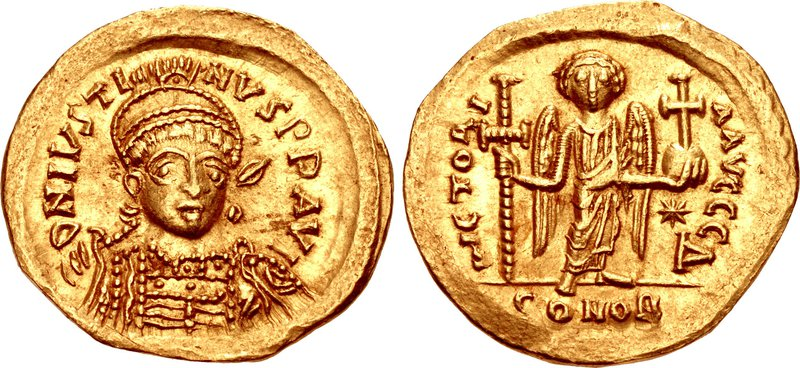
Soldo de r.

As origens de Pedro são incertas. Monofisista e partidário do patriarca Severo (512–518), se encarregou de participar nas tentativas de forçar o credo monofisista à relutante Igreja Síria. Foi acusado de tomar sua sé à força, em violação da ordem eclesiástica, e de não receber a ordenação canônica como monge ou presbítero. A primeira reclamação contra ele foi feita diante do governador Eutiquiano pelo clero apameu e foi substanciada por declarações juradas. Nelas, foi acusado de se declarar inimigo dos decretos da Calcedônia, apagando dos dípticos os nomes dos bispos ortodoxos e pais, e substituindo-os pelo de Dióscoro, Timóteo Éluro e outros heresiarcas. Evidências foram dadas para o uso de linguajar insultante e conduta arrogante, atos de violência e grosseria e relações sexuais com mulheres de caráter perdido. Foi acusado com Severo de ter contratado um bando de bandidos judeus que matou, numa emboscada, 350 peregrinos ortodoxos e deixou seus corpos na estrada. O clero foi removido com violência do altar pelos emissários e foi morto com crueldade se se recusava a anatematizar a fé calcedônia.
Após a ascensão de Justino I (r. 518–527), os bispos da Síria Secunda levaram suas reclamações contra Pedro e Severo diante do concílio reunido em Constantinopla em julho e pediram-lhe que os salvasse da tirania intolerável. Os seus pedidos foram atendidos e Pedro foi deposto e sentenciado ao exílio como maniqueísta — a forma como os monofisistas eram vulgarmente chamados. Nada se sabe sobre Pedro entre seu banimento e seu reaparecimento na capital com Severo anos depois, na renovação temporária da fortuna dos monofisistas, através da influência da imperatriz Teodora (r. 527–543). Em 536, Menas foi nomeado à sé patriarcal e não perdeu tempo para convocar concílio, que condenou o monofisismo e seus líderes. Pedro e Severo foram excomungados como homens que tinham "voluntariamente escolhido o pecado até a morte" e "mostraram nenhum sinal de arrependimento e uma mente melhor".
Justiniano (r. 527–565) confirmou a sentença e Pedro foi proibido de residir em ou perto de Constantinopla ou qualquer outra cidade importante. Recebeu ordens para viver em completo retiro e abster-se de se envolver com outros para não envenená-los com a sua heresia. Nada mais se sabe sobre ele. Há cartas de Severo destinadas a ele na coletânea siríaca do Museu Britânico.